# Britannia Row Productions
Britannia Row Productions Ltd. ist ein international tätiger Dienstleister für Veranstaltungstechnik, heute vornehmlich PA-Anlagen, der 1975 von den Technikern der Gruppe Pink Floyd gegründet wurde. Das Unternehmen war ursprünglich im selben Gebäudekomplex wie die bandeigenen Britannia Row Studios beherbergt. Zu den Kunden zählen bzw. zählten neben Pink Floyd auch Oasis, Led Zeppelin, Robbie Williams, Nirvana, Foo Fighters, Dire Straits, Roger Waters, Depeche Mode, Cliff Richard, Stevie Wonder, The Cure und Peter Gabriel.

## Geschichte

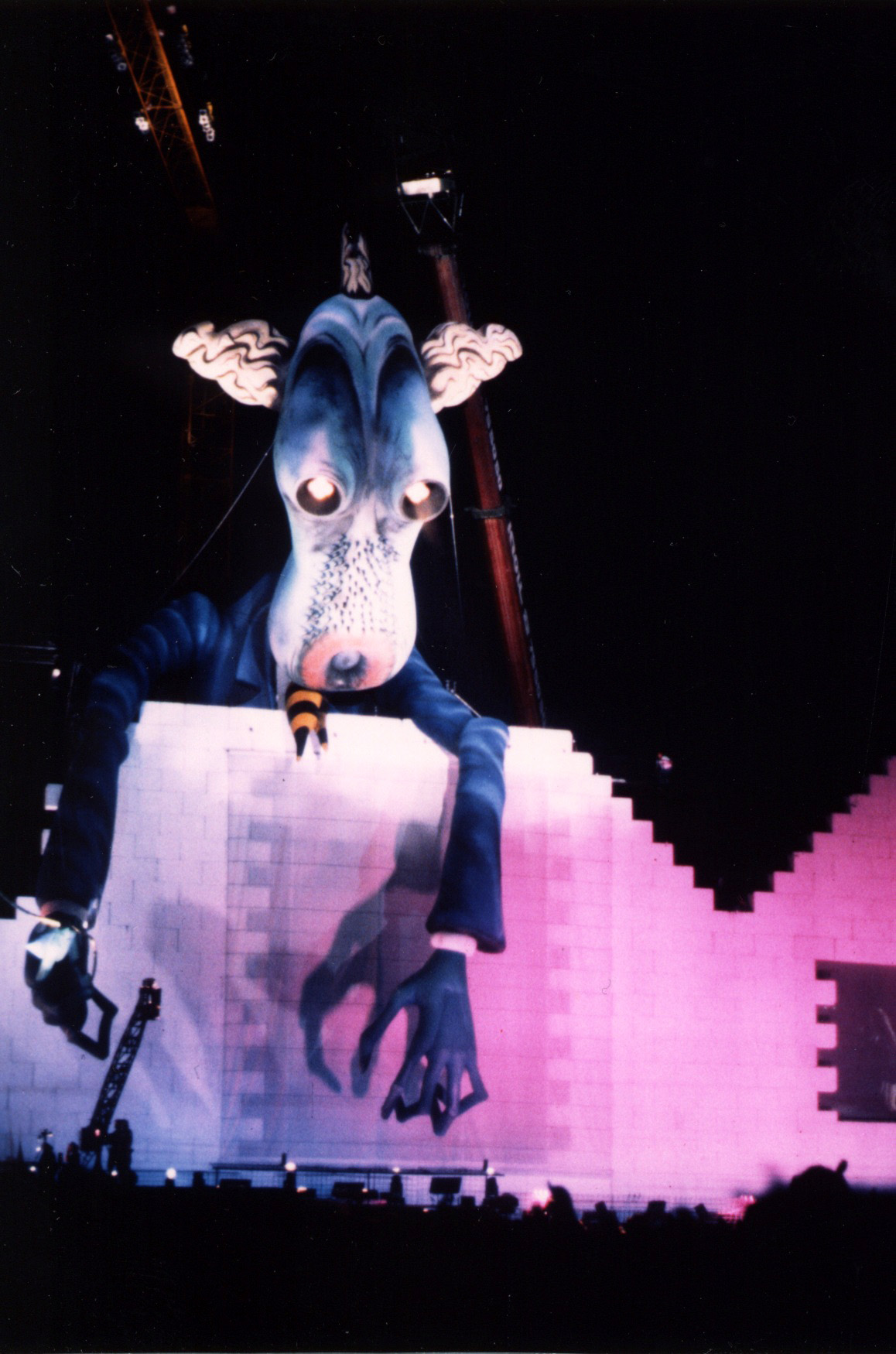
Die nach dem Äußeren von Mark Fisher gestaltete Lehrerpuppe bei The Wall 1990 in Berlin.

Nachdem Pink Floyd 1975 einen Gebäudekomplex in der Britannia Row im Londoner Stadtteil Islington erworben hatten, ermutigten sie ihre Techniker, das Equipment inklusive Personal zwischen den Tourneen auch an andere Künstler zu vermieten. Das Team umfasste zu Beginn die Manager Robbie Williams und Mick Kluczynski († 2009), den Architekten Mark Fisher († 2013), den Ingenieur Jonathan Park und den Lichttechniker Graeme Fleming. Der Tontechniker Gerry Fradley gehörte ebenfalls dazu und ist auch heute noch für das Unternehmen tätig. Ein Großteil des Teams hatte seit 1972 für Pink Floyd gearbeitet, als die Gruppe ihr Album The Dark Side of the Moon (1973) bereits ausgiebig live präsentierte. Nach dem großen Erfolg des Albums wurden die Abstände zwischen den Veröffentlichungen größer, die Band war nicht mehr nahezu ständig auf Tour oder im Studio. Nach einer kurzen US-Tour im April und Juni 1975 sollte die nächste Tournee erst im Januar 1977 beginnen. Das teure Equipment sollte nicht ungenutzt im Lager stehen.
Der erste Auftrag des neu gegründeten Unternehmens war im Juli 1975 das Festival in Knebworth, zu dem mehr als 100.000 Besucher kamen. Neben Pink Floyd standen die Steve Miller Band, Captain Beefheart, Roy Harper and Trigger, Linda Lewis, Graham Chapman sowie die DJs John Peel und Pete Drummond auf der Bühne. 1976 folgte das Konzert von Queen im Hyde Park mit einem Publikum von mehr als 150.000 Personen.
Mit Pink Floyd blieb man stets verbunden, so auch bei den großen Tourneen für die Alben Animals (1977) und The Wall (1980/81), für die das Unternehmen maßgeblich an der Gestaltung der Bühne und der gesamten Veranstaltungstechnik beteiligt war. So wurden etwa die großen, aufblasbaren Tiere oder die Mauer aus Kartonblöcken von bzw. mit dem Team von Britannia Row entwickelt. Ab 1979 griffen Peter Gabriel und The Cure regelmäßig für ihre Konzerte auf das Team zurück.
Seit 1984 ist Britannia Row Productions organisatorisch komplett von Pink Floyd unabhängig. Tourneen mit Whitney Houston, Simply Red, Luther Vandross, Anita Baker, Frank Sinatra und George Benson folgten. Von 1987 bis 1990 arbeitete man wieder mit Pink Floyd für die Tourneen zum Album A Momentary Lapse of Reason und 1990 auch für die The Wall-Show von Roger Waters in Berlin, zu der mehrere hunderttausend Besucher kamen. Das Knebworth-Festival 1990 mit Paul McCartney, Elton John, Dire Straits, Cliff Richard & The Shadows, Tears for Fears, Robert Plant und Jimmy Page, Status Quo, Phil Collins und Genesis sowie Pink Floyd betreute man ebenfalls. Ab 1990 war man auch für mehrere Jahre für den Sound der Hauptbühne beim Glastonbury Festival verantwortlich und startete die Zusammenarbeit mit Depeche Mode.
1991 bezog das Unternehmen neue Räumlichkeiten in Wandsworth und begleitete bis 1992 die Dire Straits auf 300 Konzerten rund um die Welt. Für die Olympischen Sommerspiele 1992 in Barcelona und 2012 in London stellte man Technik und Personal für die Eröffnungs- und Abschlusszeremonien. In London war auch der alte Weggefährte Mark Fisher beteiligt, der sich 1985 zusammen mit Jonathan Park selbständig gemacht hatte.
1994 war man wieder mit Pink Floyd auf der Tour zum Album The Division Bell unterwegs. Im selben Jahr startete auch die langjährige Zusammenarbeit mit Robbie Williams, 1996 mit Oasis. 1999/2000 stellte man die Veranstaltungstechnik für The Millennium Dome.
2005 war Britannia Row am Live8-Konzert in London beteiligt, bei dem u. a. Bob Geldof, The Who, Paul McCartney, Elton John und – zum ersten Mal seit 1981 – Pink Floyd mit Roger Waters auftraten. 2006 folgten die Feierlichkeiten zum 80. Geburtstag von Elisabeth II. im Buckingham Palace, eine Solo-Tournee von David Gilmour und 2007 Live Earth in London. Im Dezember 2007 war man in London für den Sound der ersten Konzerte von Led Zeppelin seit 1980 verantwortlich, 2010 für die Konzerte im Umfeld der Fußballweltmeisterschaftsendrunde in Südafrika sowie ab Ende des Jahres bei der Neuauflage von The Wall durch Roger Waters, die bis Herbst 2013 andauerte.
Seit 2011 werden Technik und Personal für das Creamfields-Festival gestellt. Im Juni 2012 zog das Unternehmen nach Twickenham im London Borough of Richmond upon Thames um.
Seit November 2012 bietet Britannia Row auch mehrmonatige Fortbildungsseminare für Veranstaltungstechniker an.

## Auszeichnungen (Auswahl)
- 2005: Favourite Sound Rental Company bei den TPi Awards.[9]
- 2009: Favourite Sound Rental Company bei den TPi Awards (nominiert).[10]
- 2012: Favourite Sound Rental Company bei den TPi Awards.[11]
- 2014: Favourite Sound Rental Company bei den TPi Awards.[12]